# Sieńsk
Sieńsk (niem. Antoinettenruh) – osada położona w Polsce, w województwie lubuskim, w powiecie krośnieńskim, w gminie Gubin.
W latach 1975–1998 miejscowość administracyjnie należała do województwa zielonogórskiego.
Sieńsk to teren byłego folwarku i Państwowego Gospodarstwa Rolnego Antonówka. W 1956 roku dokonano aktualizacji granic gruntów w PGR Antonówka, które przeprowadziło Stalinogrodzkie Okręgowe Przedsiębiorstwo Miernicze. Po pomiarach w rejestrze zapisano obszar 885.79 ha, w tym PGR 871.33 ha. W dokumentach w 1976 roku pojawia się folwark Sieńsk PGR Antonówka wchodzący w skład Zjednoczenia Przedsiębiorstw Gospodarki Rolnej w Zielonej Górze.
Część gruntów w 1986 roku przekazano dla LZS w Starosiedlu. PGR zajmujący się produkcją rolno–spożywczą podlegał w 1993 roku pod Zakłady Przemysłowe Zasobów Własności Rolnej Skarbu Państwa w Straszęcinie. W czerwcu 2011 roku Sieńsk zamieszkiwały 102 osoby.
W Krajowym Rejestrze Sądowym została 21 maja 2003 roku zarejestrowana firma jako Zakład Rolny w Sieńsku, która gospodaruje na 800 ha, uprawia zboże, rzepak, rośliny przemysłowe i zioła. Zakład posiadał również 120 krów mlecznych.